# Сфеническое число
Сфеническое число (англ. sphenic number, от др.-греч. σφήν — «клин») — натуральное число, равное произведению трёх различных простых чисел (так, например, {\displaystyle 30=2\cdot 3\cdot 5}; соответственно, число 30 является сфеническим).

## Свойства
- Количество делителей произвольного сфенического числа всегда равно 8. Например, если {\displaystyle n=p\cdot q\cdot r}, где {\displaystyle p}, {\displaystyle q} и {\displaystyle r} — разные простые числа, то делителями {\displaystyle n} будут {\displaystyle \left\{1,\ p,\ q,\ r,\ pq,\ pr,\ qr,\ n\right\}}. Так первое сфеническое число 30 имеет делители 1, 2, 3, 5, 6, 10, 15 и 30.
  - Обратное, вообще говоря, неверно: например, числа вида {\displaystyle n=p^{3}\cdot q}, где {\displaystyle p} и {\displaystyle q} — разные простые числа, также имеют 8 делителей {\displaystyle \left\{1,\ p,\ p^{2},\ p^{3},\ q,\ pq,\ p^{2}q,\ n\right\}}, но не являются сфеническими.

- Функция Мёбиуса произвольного сфенического числа равна −1[2].

## Примеры
Сфенические числа образуют последовательность (A007304 в OEIS):
30, 42, 66, 70, 78, 102, 105, 110, 114, 130, 138, 154, 165, 170, 174, 182, 186, 190, 195, …
В частности:
- {\displaystyle 30=2\cdot 3\cdot 5}
- {\displaystyle 42=2\cdot 3\cdot 7}
- {\displaystyle 66=2\cdot 3\cdot 11}
- {\displaystyle 70=2\cdot 5\cdot 7}
- {\displaystyle 78=2\cdot 3\cdot 13}
- {\displaystyle ...}

Примером двух последовательных сфенических чисел являются 230 (230 = 2 · 5 · 23) и 231 (231 = 3 · 7 · 11). Примером трёх последовательных сфенических чисел являются 1309 (1309 = 7 · 11 · 17), 1310 (1310 = 2 · 5 · 131) и 1311 (1311 = 3 · 19 · 23). Более чем трёх последовательных сфенических чисел быть не может, поскольку каждое четвёртое натуральное число будет делиться на 4.
Наибольшим известным сфеническим числом является (282589933 − 1) · (277232917 − 1) · (274207281 − 1), произведение трёх крупнейших известных простых чисел (на 07.06.2019).